# El Cantón de San Pablo
El Cantón de San Pablo è un comune della Colombia facente parte del dipartimento di Chocó.
Il centro abitato venne fondato da un gruppo di coloni, mentre l'istituzione del comune è del 23 maggio 1994.